# Svetozar Marković (spisovatel)
Svetozar Marković (v srbské cyrilici Светозар Марковић, 9. září 1846 – 26. února 1876, Terst) byl srbský realistický spisovatel. Národní tvorbu obohatil o společenská témata. Byl přívržencem ruského revolučního demokratu Nikolaje Černyševského.

## Názory
Jako výtečnému studentu technických oborů mu bylo umožněno vycestovat na vysokoškolské studium do Ruska, kde se setkal s idejemi tzv. radikálních demokratů, kteří ho později významně ovlivnili. Názorově se proto přikláněl k levicovým idejím (byl socialistou) a stejně jako marxisté souhlasil s myšlenkou, aby literatura jako taková převzala politické cíle. Veškerá literární činnost dle něho měla být mobilizována proto, aby podporovala pokrokové cíle ve společnosti. To se stalo vzorem i budoucím levicově orientovaným spisovatelům, kteří ať už v Srbsku, či Jugoslávii působili.
Ve svých filozofických názorech vycházel z antropologického principu Černyševského a hájil tezi o prvotnosti a věčnosti hmoty. Marković kladně hodnotil vystoupení vulgárních (populárních) materialistů Büchnera, Vogta a Moleschotta proti náboženství a idealismu. Büchnera například nazýval „bojovníkem za vítězství vědy nad fantazií“.

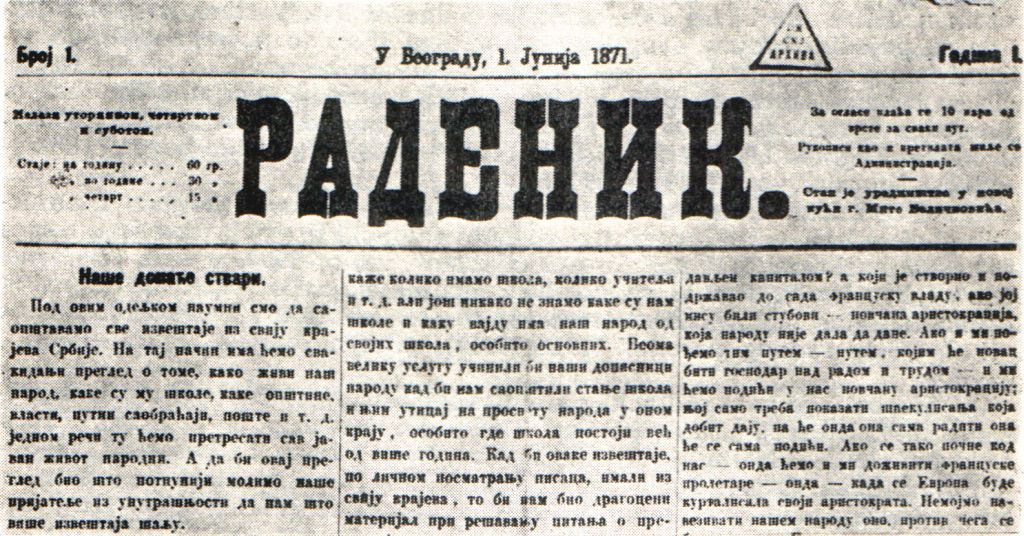
Noviny Radnik

V letech 1871 a 1872 zveřejnil své články Pevanje i mišljenje (Básnění a myšlení), a také rozpravu Realni pravac u nauci i životu (Skutečný směr ve vědě a životě), kde ostře odsoudil romantické básníky předchozí éry (do 60. let; v Srbsku trval romantismus déle, než v řadě jiných evropských zemí, vzhledem k pomalejšímu pronikání kulturních trendů do nově budované země). Marković ostře kritizoval společenský řád, zaostalost země a pevně dané zvyklosti; rysy, které například obdivoval Stevan Sremac. V roce 1872 sepsal knihu Serbija na istoku (Srbsko na východě), kde povstání z roku 1804 označil spíše jako sociální vzpouru sedláků proti svým pánům, než jako pokus o národní osvobození, či potlačení útlaku cizí moci. Kromě toho byl také i editorem deníku Radenik (dělník), prvního levicového tiskopisu v Srbsku, který balancoval někde mezi ostře levicovými a umírněnými postoji (aby se vyhnul případnému zakázání ze strany úřadů). Byl také autorem deníků Javnost (Veřejnost) (který byl přece jen vstřícnější k vládě) a Oslobođenje (Osvobození).
Po několika procesech však byl donucen k emigraci ze země, nejprve do Vídně a později do Dalmácie, kde zemřel ve věku 28 let na tuberkulózu, kterou onemocněl ve vězení.

## Význam
Po své smrti se stal v jihoslovanském levicovém ideovém proudu významným pojmem. Inspiroval řadu pozdějších spisovatelů.
Populární byl mezi levicově orientovanými jugoslávskými autory meziválečného období.
Jako propagátor federalistického státu a oponent velkosrbských myšlenek a také jako socialista se stal klíčovou osobností pro komunistický pohled na národní dějiny. Byla po něm pojmenována celá řada škol, institucí i ulic. Město Jagodina neslo až do začátku 90. let 20. století název Svetozarevo.